# Argot français contemporain
L'argot français contemporain constitue une évolution récente[Quand ?], dynamique et créative, de l'argot dit « classique » illustré par la littérature et le cinéma populaires des années 1950 à 1970.
Pratiqué et enrichi principalement par les classes et socio-groupes dits « défavorisés » (populations issues de l'émigration, gens du voyage, délinquants, détenus), l'argot contemporain répond aux mêmes finalités que les argots antérieurs (jeu, transgression et connivence) mais s'en distingue par une évolution lexicale et syntaxique plus rapide, nécessaire pour préserver son caractère codé, alors même que sa diffusion, sa vulgarisation et sa banalisation sont accélérées par les réseaux sociaux, les médias et la culture populaire, notamment hip-hop, qui contribuent à l'harmoniser au niveau national. Né dans les cités d'habitat social (français contemporain des cités ou FCC), il tente ainsi de conserver son autonomie et ses pouvoirs, et d'échapper à l'appropriation culturelle des classes sociales favorisées qui, sans y contribuer, viennent y puiser un vocabulaire « branché » à la durée de vie de plus en plus fugace.

## Contexte
L'évolution de l'argot français s'effectue depuis toujours selon un continuum, mais il existe des ruptures dans la perception de cette évolution, du fait de la divulgation, à intervalles réguliers, de ce qui constitue un langage a priori secret (poèmes de François Villon, publication du Jargon des coquillards, 1455 ; de L'argot des voleurs, d'Eugène-François Vidocq ; de L'argot au XXe siècle, d'Aristide Bruant, 1905 ; de l'Étude sur l'argot français, de Marcel Schwob et Georges Guieysse, 1889 ; etc.).
Dans les années 1940-1970, le grand public a ainsi été largement initié à l'argot « classique », aseptisé et réutilisé par les dialoguistes, les auteurs et les paroliers du cinéma, de la littérature et de la chanson populaires,. Cette version a servi de référence au grand public jusqu'à l'émergence, dans les médias et la culture populaire, d'un argot plus contemporain.
La caractéristique principale de l'argot français contemporain est qu'il est révélé au grand public à mesure qu'il se construit, l'obligeant à évoluer plus rapidement que ses prédécesseurs : d'une part, la communautarisation de la société française crée les conditions idéales pour le développement de multiples « jargons » au sein desquels les groupes se reconnaissent, se protègent et s'isolent ; d'autre part, les vagues successives d'immigration et la pénétration culturelle de la langue anglaise viennent enrichir le lexique ; enfin, le développement des réseaux sociaux et la médiatisation de cultures populaires viennent, en temps réel, initier le public à ces langages réservés, les diffusant jusqu'aux plus hauts niveaux de la société et obligeant leurs inventeurs à innover pour préserver les fonctions essentielles de leur argot : transgression, reconnaissance, protection et cohésion.

## Français contemporain des cités (FCC)
L'argot français contemporain s'alimente essentiellement de ce que certains chercheurs ont baptisé « français contemporain des cités » (FCC en abrégé) (décrit par ses locuteurs comme verlan, argot, racaille-mot, argot des cités ou argot de banlieue). Pour Jean-Pierre Goudaillier, ce FCC est « la manifestation contemporaine la plus importante d'une variété de français, qui au cours des dernières décennies, tout comme les diverses populations qui l'ont parlée, a perdu tout d'abord son caractère rural, par la suite toute indexation ouvrière, voire prolétaire, pour devenir le mode d'expression de groupes sociaux insérés dans un processus d'urbanisation ». Il donne naissance aux « parlers urbains français […] pratiqués de manière plus ou moins effective (usages actifs/passifs) par des millions de personnes en France, que celles-ci soient françaises d'origine ou non, issues de l'immigration ou étrangères ».
Sorti des cités dans les années 1980-1990, le FCC contribue de manière déterminante à la naissance d'une « interlangue [située] entre le français véhiculaire dominant, la langue circulante, et l'ensemble des vernaculaires qui compose la mosaïque linguistique des cités : arabe maghrébin, berbère, diverses langues africaines et asiatiques, langues de type tzigane, créoles antillais… », ce brassage donnant naissance à plusieurs variantes de FCC.
Pour faire évoluer leur argot, les créateurs/locuteurs déstructurent la langue française circulante, et y injectent des composants identitaires, créant des  variantes locales « qui deviennent dès lors autant de marqueurs, voire des stéréotypes [exerçant] de ce fait pleinement leurs fonctions d'indexation ».
Certains y voient la volonté d'introduire une « diglossie, qui devient la manifestation langagière d'une révolte avant tout sociale ». La notion de « fracture linguistique » vient ainsi doubler celle de fracture sociale, particulièrement pour ce qui concerne l'accès au monde du travail, où domine le français dit « véhiculaire ».

« Les deux dernières décennies du siècle passé ont été celles de l'effondrement des formes traditionnelles du français dit populaire et de l'émergence d'un ensemble de parlers identitaires tout d'abord périurbains avant de devenir urbains. La situation actuelle, celle du français contemporain des cités (FCC) ou argot des banlieues, est bel et bien différente : les éléments linguistiques qui constituent ce type de français, essentiellement lexicaux mais appartenant aussi à d'autres niveaux tels que la phonologie, la morphologie et la syntaxe, sont le réservoir principal des formes linguistiques du français du XXIe siècle, qui se construit à partir de formes argotiques, identitaires. »

— De l'argot traditionnel au français contemporain des cités, Jean-Pierre Goudaillier, La linguistique, 2002/1 (Vol. 38)

## Linguistique

### Apports étrangers
D'un point de vue lexical, l'argot français contemporain s'alimente ponctuellement de l'anglais, associé à la culture de masse (speed pour pressé, badass pour dur à cuire, la lose pour la malchance, has been pour ringard, updater pour mettre à jour, checker pour vérifier, deadline pour date limite, job pour emploi), et majoritairement des nombreuses langues véhiculées par l'immigration et la diversité.
Apports du Maghreb - La population issue de l'immigration maghrébine explique l'importance des apports arabes ou berbères dans le FCC, où ils servent de repères identitaires, par exemple :
- ahchouma, en arabe, la honte ;
- arhnouch, en arabe, le policier ;
- choune, du berbère haetcun / htun, le sexe féminin ;
- haram, en arabe, péché, interdit ;
- heps, de l'arabe haebs, la prison ;
- hralouf, en arabe, le porc ;
- miskin, mot arabe désignant un pauvre type, un idiot.
- avoir le seum : être en colère, dégouté
- wesh : eh quoi ? comment ça va ?[5]

Apports tziganes et pseudo-tziganes - Un autre apport important est celui du vocabulaire d'origine tzigane, par exemple :
- bédo, pour une cigarette de haschisch ;
- bicrav, le fait de vendre en participant à des actions illicites ;
- bouillav, le fait de posséder sexuellement ou de tromper quelqu'un ;
- chafrav, le fait de travailler ;
- choucard, pour bien, bon ;
- chourav, le fait de voler ;
- craillav, l'action de manger ;
- marav, pour battre, tuer ;
- minch, la petite amie.
- poucav : traître, balance

À ce lexique tzigane sont venus s'agréger des vocables forgés sur les mêmes consonances, par exemple :
- bédav, pour fumer ;
- carnav, pour arnaquer ;
- couillav, pour tromper quelqu'un ;
- graillav, pour manger ;
- pourav, pour puer ;
- tirav, pour voler à la tire.

Autres apports - Le français contemporain des cités intègre naturellement des mots d'origine africaine comme enjailler (de l'ivoirien, peut-être par corruption de l'anglais enjoy, s'amuser), go (la fille, la femme, issu du wolof) ; antillaise, comme maconmé (créole de ma commère), désignant un homosexuel, ou timal (créole de petit mâle), désignant  un homme, un gars ; comorienne, comme mzé (un collègue).

### Manipulations linguistiques
Le FCC fait  subir au lexique  les manipulations linguistiques classiques de l'argot, en les associant de manière créative pour élargir en permanence un vocabulaire pillé en continu par l'appropriation culturelle opérée par les classes sociales auxquelles il n'est pas, à l'origine, destiné.

#### Formes linguistiques obtenues par troncation
Par apocope (suppression d'une syllabe terminale), troncation habituelle de l'argot classique :
- lique (liquide, pour argent liquide) ;
- pet (pétard pour joint) ;
- séropo (séropositif) ;
- tox, toxico (pour toxicomane).
- à skip/askip : à ce qu'il paraît
- la semaine pro : la semaine prochaine
- beu, beuh (pour beuher verlan d'herbe)
- déter : déterminé
- cassos : cas social
- bon ap' : bon appétit
- prolo : prolétaire
- métro : métropolitain
- périf : périphérique (à Paris)
- ciné : cinéma

Par aphérèse (suppression d'une syllabe initiale), rarement utilisée en argot classique, abondamment en FCC :
- blème, pour problème ;
- caille, pour racaille ;
- cil, pour facile ;
- dwich, pour sandwich ;
- gine, pour frangine ;
- gol, pour mongol.

Par aphérèse avec redoublement :
- dic, pour indicateur de police, qui devient dicdic par redoublement ;
- fan, pour  enfant, redoublé en fanfan;
- gen, pour argent, redoublé en gengen ;
- leur, pour contrôleur, redoublé en leurleur ;
- teur, pour inspecteur, redoublé en teurteur ;
- zic, pour musique, redoublé en ziczic ;
- gol redoublé en gogol.

#### Formes linguistiques de type verlanesque
Selon Goudaillier, la verlanisation - dominante dans les cités - serait beaucoup moins utilisée à Marseille, qui privilégierait, pour enrichir son argot, le lexique issu de la diversité, de l'immigration et du vieux parler local.
Verlanisation
- renoi pour noir
- feuj pour juif
- beur pour arabe

La transformation de ce type  de mot, qui impose d'exprimer un « e » final en principe muet, passe par une série d'étapes qui génère parfois des formes intermédiaires momentanément intégrée au lexique, comme dans flic > flickeu > [+ verlanisation] keufli (forme intermédiaire d'usage attesté) > [+ apocope] keuf (forme actuelle).
Verlan monosyllabique
- aç pour ça ;
- oid pour doigt ;
- ainf pour faim ;
- al pour là ;
- ap pour pas ;
- auch pour chaud.
- cheum pour moche
- keuf pour flic

Verlan bisyllabique
- à téco (à côté) ;
- geoisbour (bourgeois) ;
- scarla (lascar) ;
- turvoi (voiture)
- kaïra (racaille)
- laisse béton (laisse tomber).
- teubé (bête, stupide)
- téma (mater, regarder)
- chelou (louche, bizarre, curieux)
- beuher (herbe)
- cimer (merci)
- ripou : (pourri)
- zarbi (bizarre)

Verlan trisyllabique
- enlécu (enculé) ;
- gagedé (dégage !) ;
- garettci (cigarette) ;
- caillera (racaille).

Reverlanisation - Dans cette manipulation linguistique à tiroirs, à fonction la fois ludique et cryptique, le mot arabe donne beur qui à son tour donne rebeu ; femme donne meuf, qui donne feumeu ; comme ça  donne comme aç, qui donne askeum, qui donne asmeuk. S'y introduisent parfois des permutations de voyelles : toubab (blanc) donne babtou qui donne boubta.
Prosodie - Au-delà de ses manipulations langagières caractéristiques, le FCC est délivré par ses locuteurs selon une prosodie spécifique. Contrairement à ce qui se pratique dans le français véhiculaire, l’accent tonique est ainsi placé sur la première syllabe du mot, et la phrase est introduite ou ponctuée par des marqueurs : wesh, wesh-wesh, frère, sa race, tu vois ou bien t'as vu (plus connoté FCC), nanana ou nanani nanana (pour et cetera, je te passe les détails), normal, tranquille, sur la vie d’ma mère, etc. destinés à renforcer le propos, à solliciter l'adhésion et à scander le discours.

### Réemploi des argots classiques
L'argot français contemporain reprend également le lexique de l'argot ancien, redécouvert à cette occasion, y compris certains argots professionnels comme celui des bouchers (louchebem) : en loucedé (en douce), artiche (l'argent), baston (la bagarre), blase (le nom), condé (policier), taf (travail), daron (père), daronne (mère), la flemme (la paresse), les bails (les affaires, le programme), charbonner (travailler dur, vendre de la drogue), boulot  (travail, emploi), thune (argent), comac (remarquable, comme çà), rupin (riche, très coûteux), blindé (endurci, ivre, riche, bondé, repu) etc.

### Noms propres
Certain journaux ont des noms en argot : c'est le cas de Libé pour le journal Libération, Les Inrocks pour Les Inrockuptibles ou L'Obs.
Paname et Ripa sont les surnoms de Paris en argot.

## Argot et exclusion sociale
Par le nombre de ses locuteurs primaires (jeunes des cités) et secondaires (classes aisées pratiquant l'appropriation culturelle), l'apparition, le développement et la pratique de l'argot français contemporain sont des phénomènes linguistiques et sociaux extrêmement importants.

« Les comportements langagiers du français contemporain des cités sont autant de manifestations du rejet opéré par certains jeunes – et moins jeunes – des cités et quartiers populaires de France envers la langue légitimée par l’école et la société française. Ils constituent en ce sens une manière de réagir à la violence sociale exercée sur eux. »

— Français contemporain des cités : langue en miroir, langue du refus, Jean-Pierre Goudaillier, Adolescence, 2007/1, n° 59, pp. 119-124
Certains, à l'instar du linguiste Alain Bentolila, soulignent que cet argot est un facteur d'exclusion des jeunes des banlieues. Il estime que la proportion des jeunes ne parlant que cette langue serait de 10 % à 15 % en France. Ses locuteurs auraient un vocabulaire moins riche que les francophones en général, ce qui favoriserait un repli communautaire. Selon Bentolila, la promotion de l'argot contemporain, notamment au travers des textes de rap, constitue une démarche démagogique visant à masquer une « inégalité linguistique » se nourrissant de l'exclusion et l'alimentant à son tour.
Le sociologue Bernard Lahire, s'oppose à Bentolila, lui reprochant de considérer l'illettrisme comme une des causes principales de l'exclusion sociale, inversant selon lui l'ordre de causalité. Ce seraient en effet les facteurs socio-économiques (chômage de masse, échec scolaire) qui entraîneraient l'exclusion ; la constitution d'une langue identitaire ne serait alors qu'une réponse à cette exclusion. La fracture linguistique répond à la fracture sociale. Pour Bernard Lahire, c'est parce que ces jeunes se sentent rejetés par la société française qu'ils en rejettent la langue légitime.
Bernard Lahire pourfend de manière plus générale le discours qui subrepticement passe de la double association illettrisme/immigré-pauvreté/exclusion sociale à l'association étrangeté-inhumanité. D'après lui, Bentolila  serait un intellectuel jugeant, à l'aune de son propre capital intellectuel, qui mérite d'être sociabilisé, et qui ne le mérite pas. Il ferait preuve d'ethnocentrisme en plaçant ainsi la maîtrise de l'écrit comme condition d'humanité et en avançant que les personnes ne maîtrisant pas la langue académique ont des capacités intellectuelles moindres. Bentolila s'est défendu de telles accusations : sa principale préoccupation est de « savoir comment distribuer de façon équitable le pouvoir linguistique afin que certains ne soient pas exclus de la communauté de parole de lecture et d’écriture » .

## Argot et constitution d'une contre-culture hip-hop
Concernant l'utilisation de l'argot contemporain comme un des instruments de construction des textes de rap, on peut souligner la puissance poétique et évocatrice de ce langage qui a contribué au rayonnement de la culture hip-hop en France.